# Temple du roi Hung Vuong (Jardin Botanique de Saïgon)

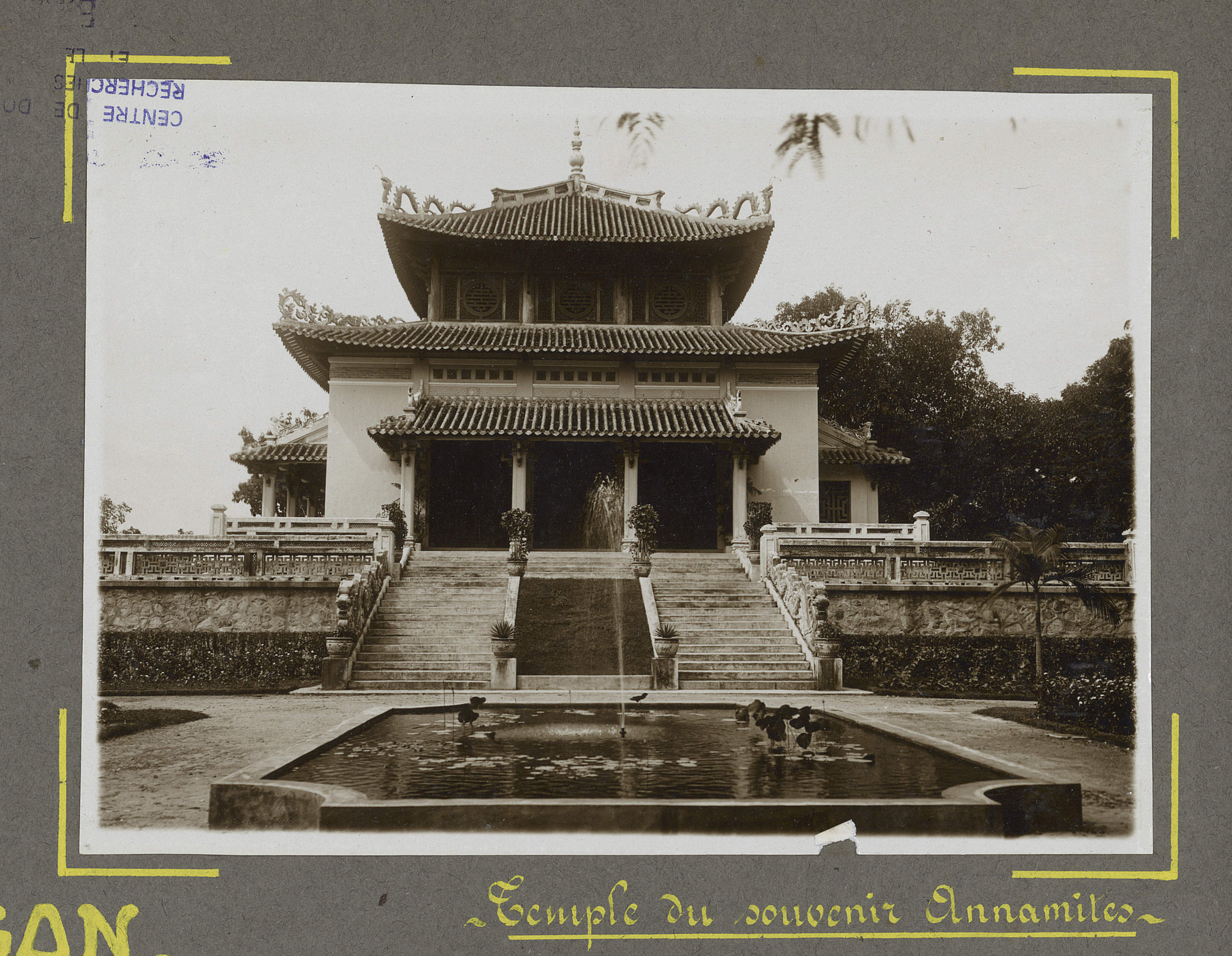
Temple du souvenir

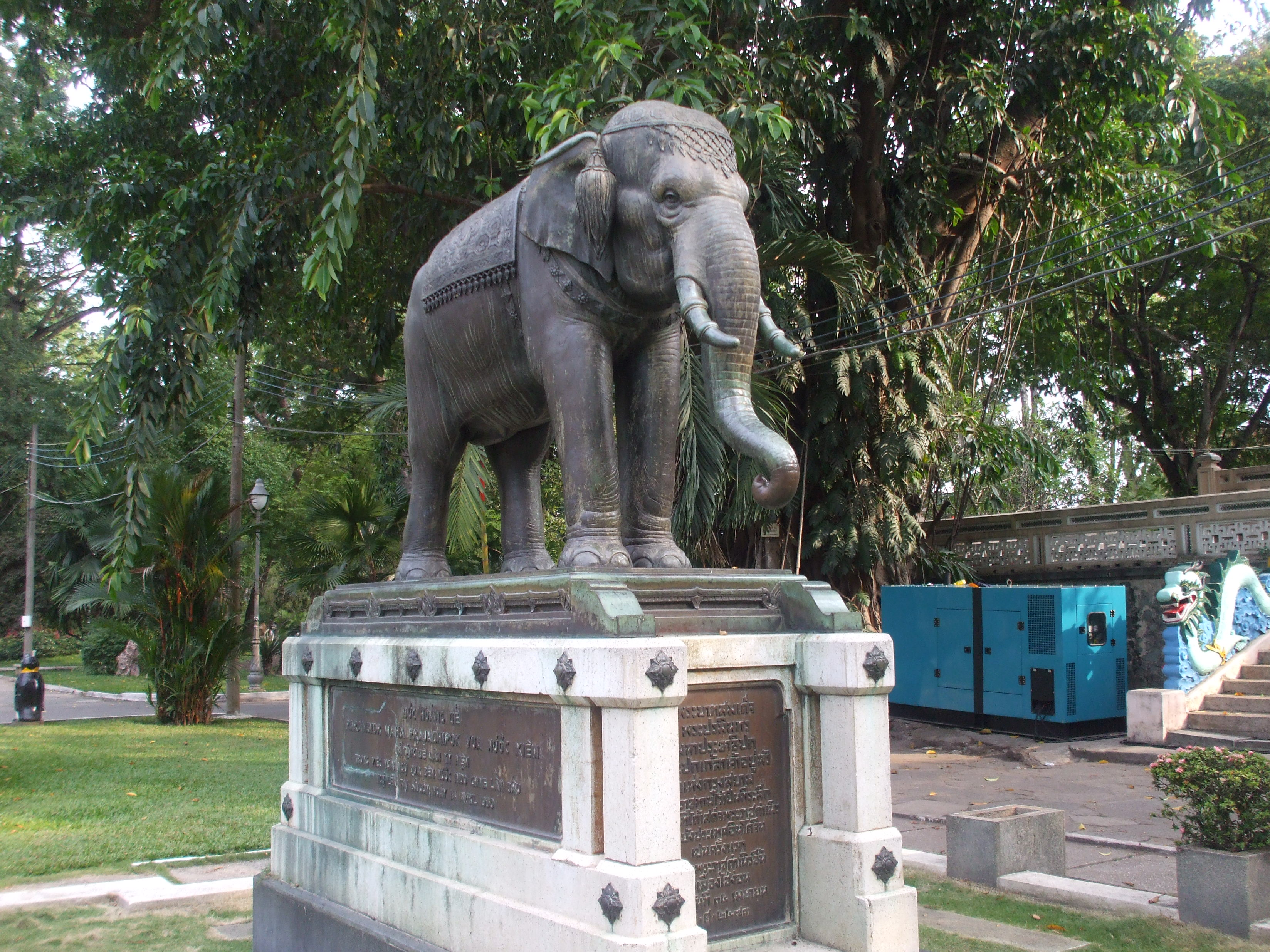
La statue de l'éléphant en face du temple.

Le temple du Souvenir est un édifice religieux de Saïgon (entité d'Hô Chi Minh-Ville et ancien nom de la ville) au sud du Viêt Nam, construit du temps de l'Indochine française (sous le nom de temple du Souvenir annamite) pour commémorer le souvenir des soldats indochinois morts pour la France pendant la Première Guerre mondiale.
Bâti dans le style impérial de Hué, par l'architecte Auguste Delaval et inauguré en 1926, il se trouve à côté du jardin botanique et zoologique de Saïgon et en face du musée d'Histoire du Viêt Nam, ancien musée Blanchard-de-La-Brosse, qui assure aujourd'hui sa gestion. Les autels intérieurs honorent la mémoire du roi Hùng Vương.
Une sculpture d'éléphant en bronze, la plus grande de la sorte du pays, se trouve à gauche de l'entrée. Elle pèse trois tonnes. Son socle porte de chaque côté une inscription en langue vietnamienne, française, thaïe et anglaise rappelant que le roi de Siam, Maha Prajadhipok Paramindr (Rama VII), en a fait don à la ville de Saïgon le 14 avril 1930, pour avoir participé à la défense de l'Indochine pendant la Première Guerre mondiale et avoir ainsi défendu le royaume de Siam.
Le temple a été rebaptisé en 1975 « temple national Hùng Vương », par les autorités communistes.
Le temple est fermé le lundi. Sa fête annuelle a lieu le 10 mars.